# Шёлль, Рудольф
Рудольф Шёлль (нем. Rudolf Schöll; 1 сентября 1844, Веймар — 10 июня 1893, Мюнхен) — германский филолог-классик, преподаватель (профессор ряда университетов), научный писатель, специалист по древнегреческой истории, праву и риторике. Сын археолога Адольфа Шёлля и брат филолога Фрица Шёлля.

## Биография
Родился в интеллигентной семье, с детства интересовался языками и историей и культурой Древней Греции. После завершения среднего образования в весеннем семестре 1862 года поступил в Гёттингенский университет изучать филологию, германистику и историю, во время обучения серьёзно заинтересовался риторикой и эпиграфикой. В летнем семестре 1865 года перешёл в Боннский университет, где значительное внимание стал уделять изучению древнегреческого права. В ноябре 1865 года защитил кандидатскую диссертацию о законах двенадцати таблиц (отдельное издание — Лейпциг, 1866). С 1866 по 1867 год проходил педагогическую стажировку в Вильгельмовой гимназии в Берлине. Вскоре начал сотрудничать с Теодором Моммзеном, который в 1867 году взял его с собой в научную поездку в Верону (Италия). В Италии Шёлль провёл достаточно много времени, при посредничестве Моммзена приняв задание Венской академии заниматься сбором рукописей Иеронима Стридонского для издания Корпуса латинских надписей. Одновременно устроился работать во Флоренции (бывшей тогда временной столицей Италии) личным секретарём к послу Пруссии в Итальянском королевстве графу Гвидо фон Узендому, став также домашним учителем его дочери и не оставив графа даже после его выхода в отставку в 1869 году. В конце 1860-х годов предпринял научные поездки на Сицилию и в Грецию. На родину вернулся только в 1870 году, после начала Франко-прусской войны и смерти своего старшего брата Вильгельма.
Материал, собранный Шёллем в Италии, стал в значительной степени основой для его будущей научной карьеры. Уже в 1871 году габилитировался в Берлине и сразу же после этого начал читать лекции в местном университете, написав за это время целый ряд научных эссе. В апреле 1872 года перешёл в звании экстраординарного профессора в университет Грайфсвальда, где работал до 1873 года, при этом летом 1872 года предпринял очередную научную поездку в Италию. 7 июля 1873 года стал ординарным профессором, но покинул Грайфсвальд и заявил о готовности принять предложение работать в каком-либо университете. В 1874 году занял должность профессора в университете Йены, в 1876 году перешёл в университет Страсбурга (в ЭСБЕ было ошибочно указано, что в Страсбурге он работал раньше, чем в Йене). Весной 1875 года предпринял вторую научную поездку в Грецию, в ходе которой посетил не только Афины, но также Коринф и Арголиду. Во время этой поездки стал почётным членом Греческого филологического общества в Константинополе.
В Страсбургском университете работал на протяжении девяти лет, в 1885 году перешёл преподавать в Мюнхенский университет, где работал до конца жизни. Весной 1876 года женился, однако его семейная жизнь сложилась несчастливо: его сын, родившийся ещё в Страсбурге, скончался вскоре после рождения, а дочь 1884 года рождения умерла в 1887 году, когда Шёлль в очередной раз отправился в Италию; смерти детей сильно сказались на ухудшении его здоровья. В 1886 году стал почётным доктором Гейдельбергского университета. В 1891 году у него начались серьёзные проблемы с сердцем, однако Шёлль продолжал преподавать до конца жизни: свою последнюю лекцию он прочитал в летнем семестре 1893 года, за несколько дней до смерти. Скончался во сне.
Ещё в период службы во Флоренции опубликовал получившую широкую известность анонимную брошюру «General La Marmora und die preussisch-italienische Allianz» (1868), которую Мольтке назвал остроумнейшим из известных ему политических памфлетов. Главные его работы — издание схолиаста Цицерона Аскония (вместе с Кисслингом, 1875) и критическая рецензия текста «Corpus juris civilis. V. III. Novellae» (с 1884 г.; издание закончено Кроллем уже после смерти Шёлля в 1895 году). В данных работах критиками отмечалось вероятное влияние Ричля. В духе школы Зауппе им был написан целый ряд статей по греческим государственным и правовым древностям. Из огромного числа небольших, но проработанных статей его авторства наиболее известны следующие: «Kleinigkeiten» («Hermes», том VII), где убедительным образом доказывалась подделка Ленорманом греческих надписей; «De extraordinariis quibusdam magistratibus Atheniensium» (1877) и особенно мюнхенские работы «Ueber attische Gesetzgebung» (1886), «Athenische Festkommissionen» (1887), «Der Prozess des Phidias» (1888), «Die Kleisthenischen Phratrien» (1889).